# Isla Pangkor
Isla Pangkor (en malayo: Pulau Pangkor) es una isla de la costa del estado de Perak en el noroeste de la península de Malaca, en Malasia, es accesible por ferry desde Lumut (un pequeño pueblo costero que la une a Ipoh, o desde Sitiawan). Tiene una superficie de tan solo 8 kilómetros cuadrados y una población de unos 25.000 isleños. Es muy promocionada como destino turístico de baja intensidad por el gobierno de Malasia, pero los productos derivados de la pesca siguen siendo las principales industrias.
Históricamente, Pangkor era un refugio para los pescadores locales, comerciantes y piratas. En el siglo XVII, los holandeses construyeron un fuerte en un esfuerzo por controlar el comercio de estaño de Perak. En 1874, la isla fue el lugar donde se suscribió un tratado histórico entre el gobierno británico y un aspirante al trono de Perak (El Tratado de Pangkor), que dio inicio a la dominación colonial británica en la península Malaya.